# Pristimantis scopaeus
Pristimantis scopaeus é uma espécie de anura  da família Craugastoridae.
É endémica de Colômbia.
Os seus habitats naturais são: campos rupestres subtropicais ou tropicais e pastagens.
Está ameaçada por perda de habitat.